# Бразильско-грузинские отношения
Бразильско-грузинские отношения — двусторонние дипломатические отношения между Бразилией и Грузией. Отношения были установлены 28 апреля 1993 года.

## История
В 1991 году Бразилия признала независимость Грузии вскоре после распада Советского Союза. Отношения между странами были установлены в 28 апреля 1993 года. В июле 2010 года было открыты посольство Грузии в Бразилиа. Бразилия открыла постоянное посольство в Тбилиси в июне 2011 года. 24 октября 2019 года в Сан-Паулу было открыто почётное консульство Грузии. А уже в 2020 году Грузия открыла почётное консульство в Гоянии.
В 2008 году во время российско-грузинской войны Бразилия оставалась нейтральной и просила обе стороны решить всё мирным путём. Бразилия не признала независимость Абхазии и Южной Осетии и считает их неотъемлемыми частями Грузии.
В августе 2011 года министр иностранных дел Грузии Григол Вашадзе посетил Бразилию. В апреле 2012 года премьер-министр Грузии Николоз Гилаури совершил официальный визит в Бразилию, первый визит главы правительства Грузии. В 2017 году министр иностранных дел Бразилии Алоизио Нуньес посетил Тбилиси. Это была первая поездка министра иностранных дел Бразилии в Грузию, целью которой было укрепление торгово-экономических отношений между двумя странами, а также расширение возможностей сотрудничества в других областях, таких как налоги, таможня, туризм и защита.

## Визиты высокого уровня

### Визиты высокого уровня из Бразилии в Грузию
- Министр иностранных дел Алоизио Нуньес (2017 г.)
- Министр юстиции Торквато Жардим (2018 г.)

### Визиты высокого уровня Грузии в Бразилию
- Министр иностранных дел Григол Вашадзе (2011 г.)
- Премьер-министр Николоз Гилаури (2012 г.)
- Министр иностранных дел Майя Панджикидзе (2013 г.)
- Президент Георгий Маргвелашвили (2016 г.)

## Двусторонние соглашения
Обе страны подписали несколько двусторонних соглашений, таких как Меморандум о взаимопонимании между Министерством иностранных дел Бразилии и Министерством иностранных дел Грузии о политических консультациях (2011 г.); Соглашение об освобождении от виз для владельцев дипломатических, официальных и служебных паспортов (2011 г.); Меморандум о взаимопонимании по экономическому, научному и техническому сотрудничеству в агропромышленном комплексе (2011 г.) и Меморандум об экономическом сотрудничестве (2012 г.).

## Дипломатические миссии

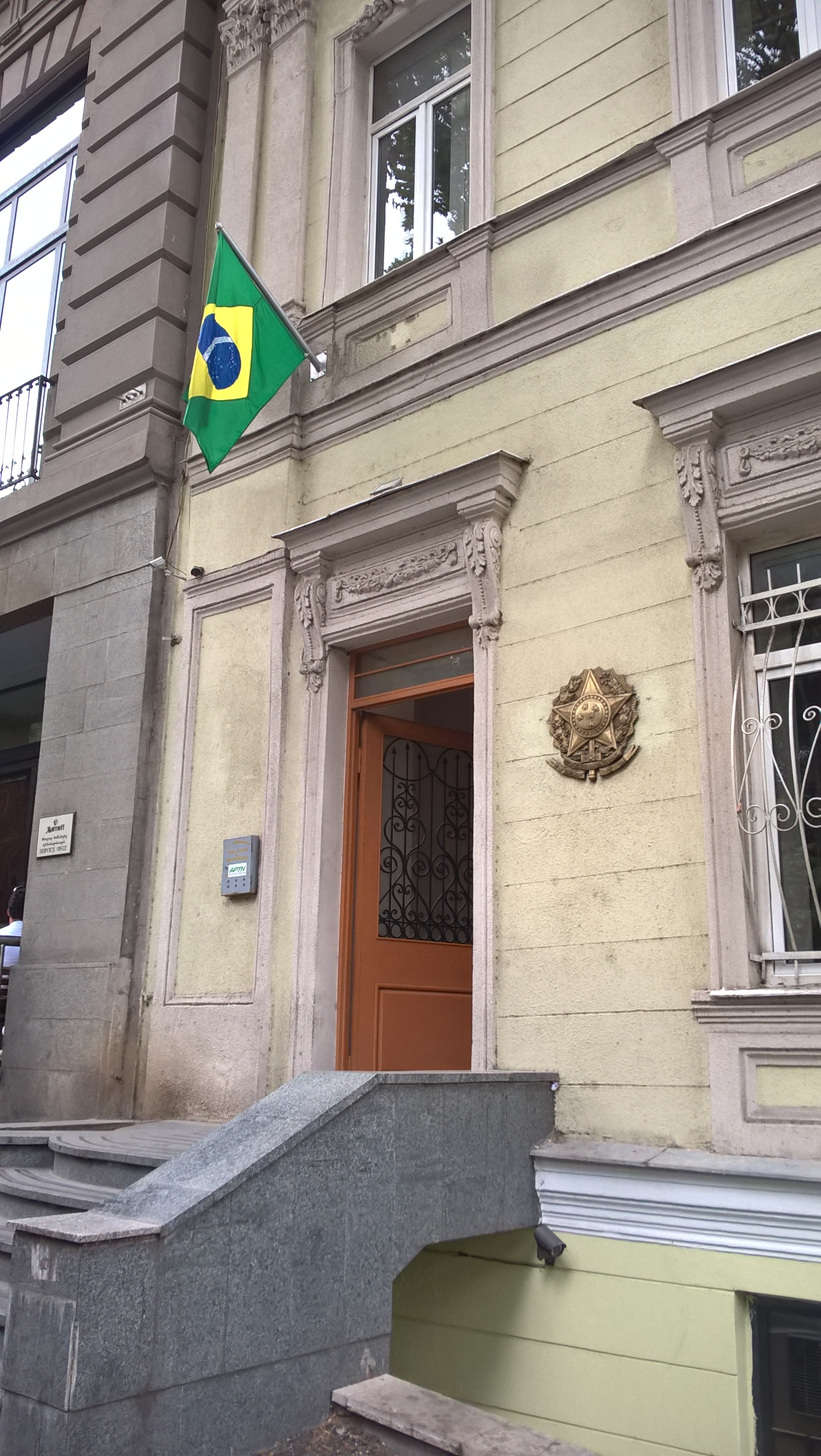
Посольство Бразилии в Тбилиси

- У Бразилии есть посольство в Тбилиси[6][7]
- У Грузии есть посольство в Бразилиа[8] и почётные консульства в Сан-Паулу[9][10] и Гоянии[3][4][11]